# Michael Cordy
Michael Cordy est un romancier anglais né à Accra (Ghana), spécialisé dans les récits mettant en jeu le génie génétique et la religion.

## Biographie
Michael Cordy a passé la majeure partie de son enfance en Afrique de l'ouest et de l’est.
Par la suite, ses parents étant retournés en Agnleterre, il a suivi des études à la King's School de Canterbury.
Il suit des études supérieures à Leicester et à Durham. 
Après des activités professionnelles dans la publicité, il se lance dans l'écriture de romans à partir de 1997.

## Publications

### The Miracle Strain
- Paru aussi ultérieurement sous le titre : The Messiah Code.
- Publication : 1997.
- Résumé : Le docteur Tom Carter, créateur d'une machine qui peut prédire les défauts génétiques, est contacté par une société secrète qui lui demande de détecter la seconde venue de Jésus-Christ sur Terre.

### Crime Zero
- Paru aussi ultérieurement sous le titre : The Crime Code.
- Publication : 1999.
- Résumé : Dans un futur indéterminé, un projet sur le génie génétique afin de déterminer les gènes susceptibles d'entraîner un comportement criminel entraîne la volonté de supprimer le phénomène criminel en supprimant les personnes ayant les « mauvais » gènes.

### Lucifer
- Paru aussi ultérieurement sous le titre : The Lucifer Code.
- Publication : 2001.
- Résumé : Un groupe religieux s'en prend à une personne qui affirme le retour prochain de l'Apocalypse.

### True
- Paru aussi ultérieurement sous le titre : The Venus Conspiracy.
- Publication : 2004.
- Résumé : La découverte d'un scientifique concernant une drogue qui simule l'addiction amoureuse l'amène à une tentative d'un fou criminel qui veut devenir le Maître du monde.

### The Source
- Publication : 2008.
- Résumé : Le thème est l'abiogenèse (apparition de la vie à partir de matière inanimée). Le récit se déroule principalement au Pérou. Un scientifique tente de sauver sa femme mourante ; il s'en va rechercher le Jardin d'Éden.

### The Colour of Death
- Publication : 2011.
- Résumé : Le personnage principal a une forme rare de synesthésie (phénomène neurologique par lequel deux ou plusieurs sens sont associés). Ses cinq sens fusionnent pour former un sixième sens. Il a des flash, dont il ignore s'il s'agit de résurgences de sa mémoire ou s'il s'agit d'hallucinations provenant d'une maladie mentale.